# Tegnestuen Vandkunsten
Denna artikel handlar om arkitektfirman Vandkunsten. För torget och fontänen, se Vandkunsten.

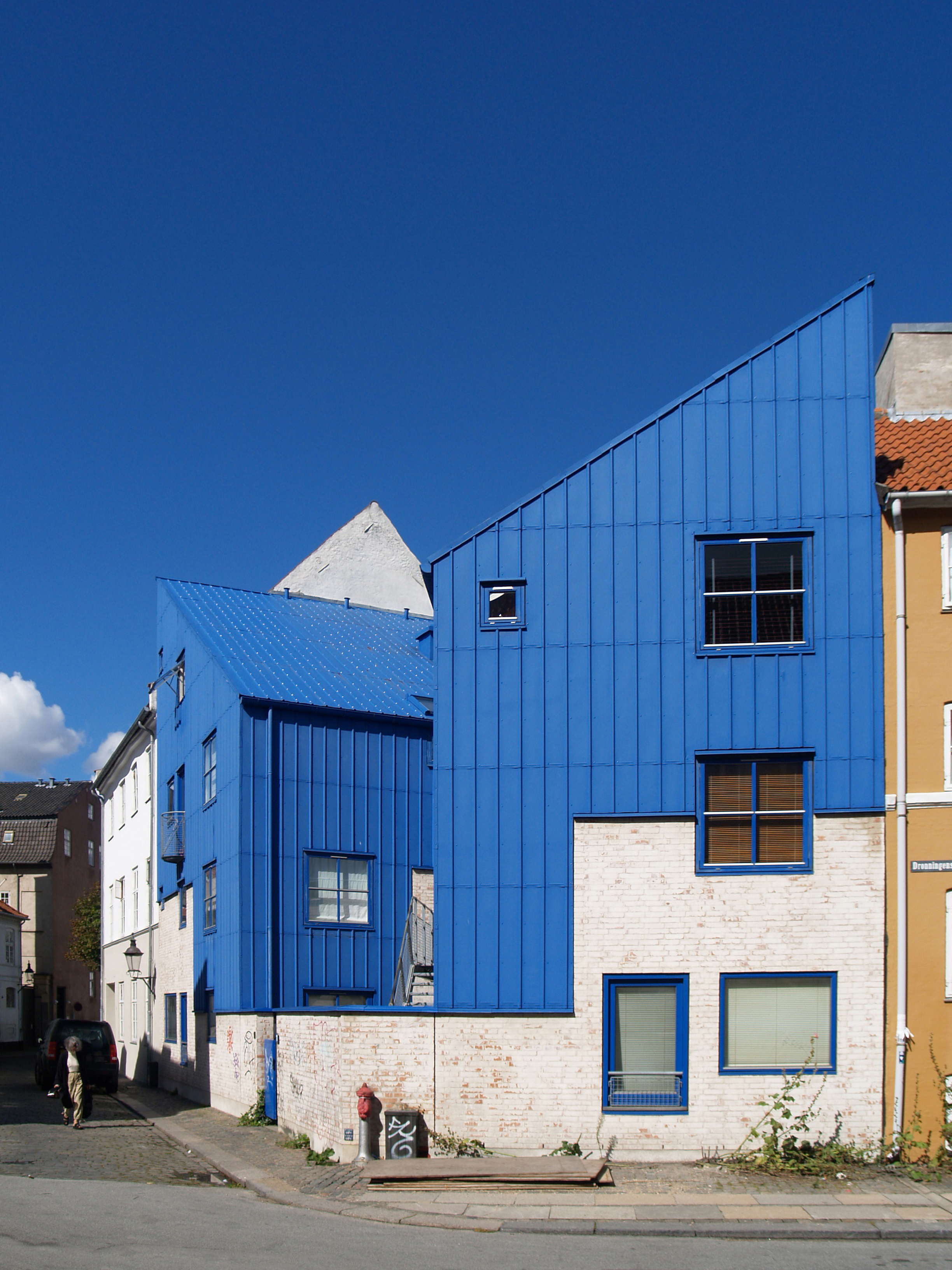
Det blå hjørne i Christianshavn i Köpenhamn

Tegnestuen Vandkunsten A/S är en dansk arkitektbyrå i Köpenhamn.
Tegnestuen Vandkunsten grundades 1970 av Svend Algren, Jens Thomas Arnfred, Michael Sten Johnsen och Steffen Kragh, då gruppen vann en tävling med ett förslag, som senare utvecklades och genomfördes som Tinggården i Herfølge 1978. 
Tegnestuen Vandkunsten fick 1982 Mies van der Rohe-priset och Eckersbergmedaljen, 1986 C.F. Hansen-medaljen, samt 2009 Alvar Aalto-medaljen

## Verk i urval
- Tinggården i Herfølge (1978)
- Trudeslund i Birkerød (1981)
- Fuglsangpark i Farum (1983)
- Det blå hjørne i Christianshavn i Köpenhamn (1988-1989)
- Dianas Have i Hørsholm (1992)
- Søhusene i Birkerød (1995)
- Torpedohallen på Holmen i Köpenhamn (2003)
- Renovering av Ramlösa brunnshotell (2006)
- Sømærk på Teglholmen i Köpenhamn (2008)
- City in Between på Universitetsboulevarden i Aalborg[4](2012—2030)
- Danmarkshusene i Rødovre (2013)
- Renovering av Konstabelskolen på Margretheholm i Köpenhamn (2014)
- Hamar Kulturhus i Norge (2014)
- Hus på Islands Brygge i Köpenhamn (2015)
- Kvarteret Sofia i Rörsjöstaden i Malmö (2018), tilldelades det ironiska Kasper Kalkon-priset för Sveriges fulaste nybygge 2018 av Arkitekturupproret.

## Bildgalleri

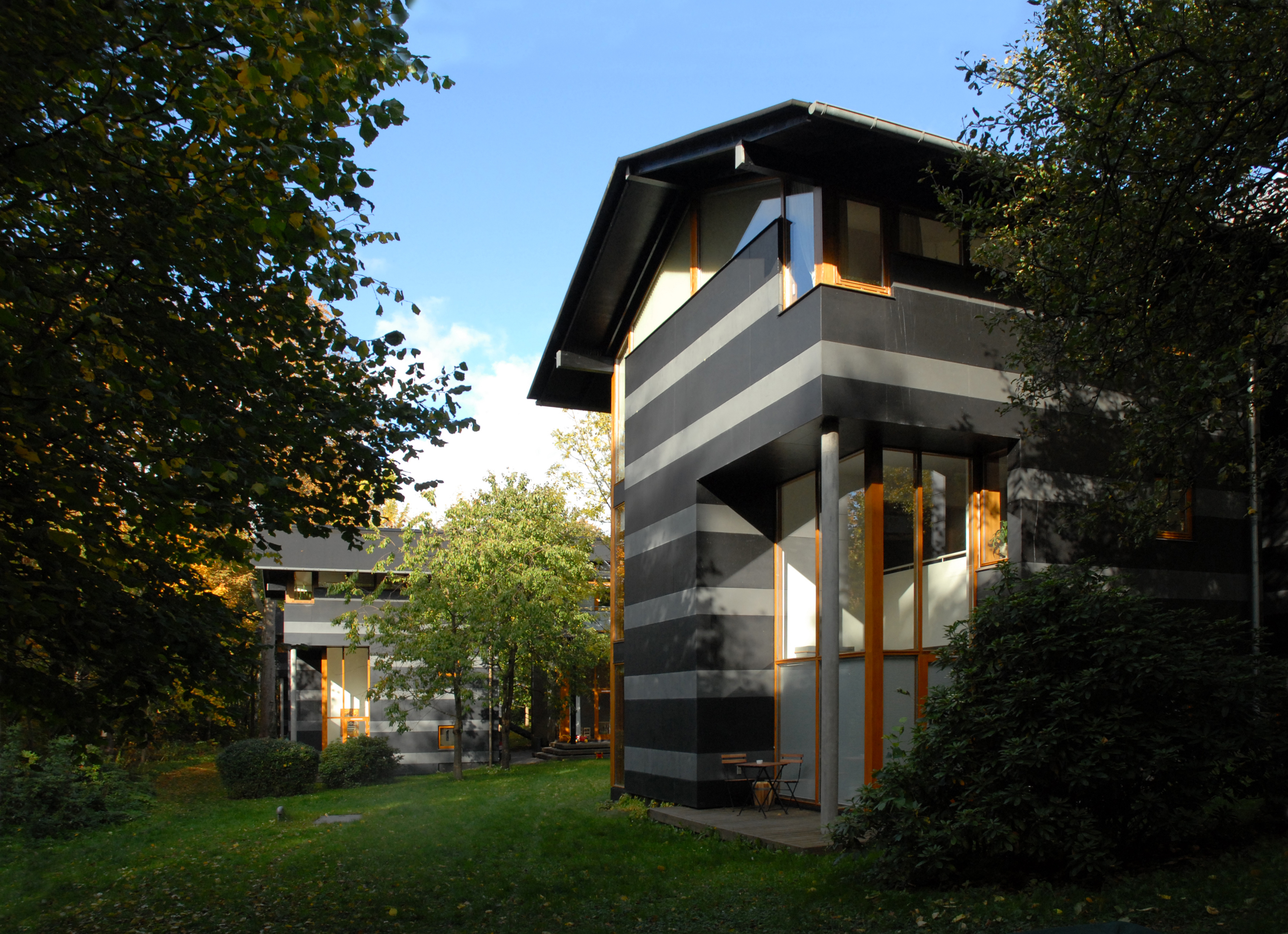
Dianas Have, Hørsholm
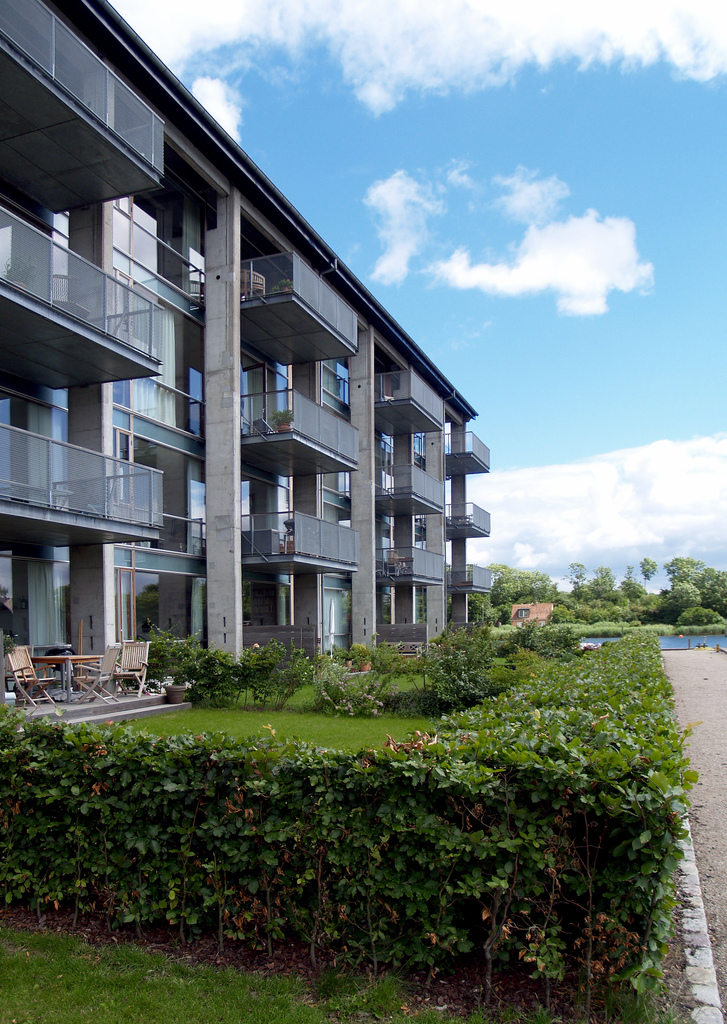
Torpedohallen, Holmen
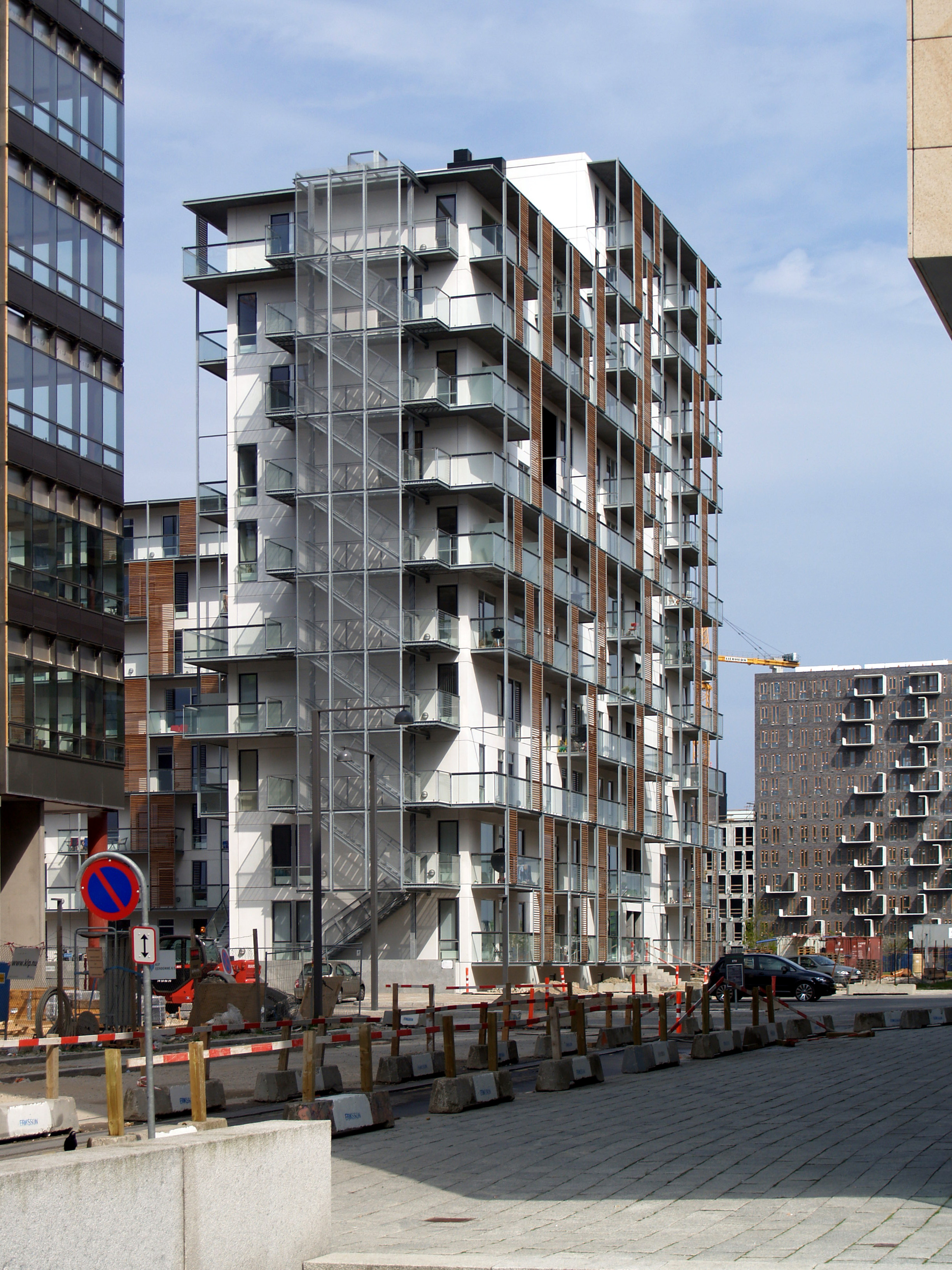
Bostadshus i Ørestad